# Дебют (шахматы)
Дебю́т (фр. début — начало) — начальная стадия шахматной партии, характеризуется мобилизацией сил играющих.

## Стратегия дебюта
Основные принципы дебюта:
- быстрое развитие фигур;
- контроль центра;
- обеспечение безопасности короля;
- противодействие планам соперника;
- связь плана игры с миттельшпилем и эндшпилем.

## Классификация дебютов
- Открытые дебюты
- Полуоткрытые дебюты
- Полузакрытые дебюты
- Закрытые дебюты
- Фланговые дебюты

Часто не различают полузакрытых и закрытых дебютов, объединяя их все в закрытые. Сюда же могут относить и фланговые дебюты.
По корректности дебюты разделяют на две категории:
- правильные начала;
- неправильные начала.

## Дебютная теория и подготовка шахматистов
Наиболее активное развитие теории дебюта, создание принципиально новых начал и основных их вариантов пришлось на период до XX века. Уже ко второй половине XX века исследование дебютов в основном свелось к анализу отдельных вариантов, возникающих в тех или иных уже известных началах, а в последние годы, по словам Марка Тайманова, «…шахматная теория развивается полушажками где-то между 20-м и 25-м ходами. Никакой новой стратегии, никаких новых идей, никаких новых систем…». Благодаря нескольким векам развития дебютной теории и в значительной степени появлению мощных компьютеров и качественных шахматных программ дебют стал, пожалуй, наименее творческой частью шахматной партии. Все основные варианты тщательно проанализированы, иногда вплоть до 15—20-го хода, а в отдельных случаях и далее.
Такая проработанность предъявляет очень серьёзные требования к дебютной подготовке шахматистов: даже минимально квалифицированные любители не могут обойтись без изучения хотя бы основных вариантов в наиболее часто играемых дебютах. А для профессионального шахматиста сегодня немыслимо сколько-нибудь успешно играть, не зная всех применяемых в практике дебютов на уровне набора базовых вариантов и не проработав часть из них достаточно глубоко. Подобное положение не всем нравится, многие шахматисты критикуют «чудовищную закомпьютеризованность начальной стадии партии»; недовольство вызывает как то, что в дебютной стадии практически не осталось места для шахматного искусства, так и тот факт, что владение теорией в известной степени нивелирует разницу в уровне мастерства шахматистов — даже игроки среднего уровня, начиная партию «на своей территории», в пределах хорошо изученных ими дебютных систем, могут в начале партии на равных играть с гораздо более сильными противниками. Одним из способов преодоления проблемы исследованности дебюта является игра в шахматы Фишера, в которых заучивание дебютов теряет смысл из-за случайности начальной позиции.
При этом использование шахматных движков ускоряет процесс поиска новых «компьютерных» схем, к которым оппонент не готов.